# Vidkun Quisling
Vidkun Abraham Lauritz Jonssøn Quisling (Fyresdal, 18 luglio 1887 – Oslo, 24 ottobre 1945) è stato un militare e politico norvegese.
Ufficiale dell'esercito e fondatore nel 1933 del partito fascista norvegese, il Nasjonal Samling, fu uno dei più famosi collaborazionisti di sempre, mettendosi al servizio di Hitler e delle forze armate tedesche che all'inizio della seconda guerra mondiale avevano occupato la Norvegia. Durante l'invasione capeggiò un governo fantoccio che aveva il compito di tradurre in atto la volontà degli occupanti, diventando il Primo ministro della Norvegia dal febbraio 1942 alla fine della seconda guerra mondiale, mentre il legittimo governo socialdemocratico di Johan Nygaardsvold si trovava in esilio a Londra.
Il termine "quisling" fu perciò usato per indicare tutti i capi dei governi che collaboravano con i nazisti e viene adoperato ancora oggi per indicare chi si mette al servizio degli occupanti stranieri. Al termine della guerra Quisling venne fatto prigioniero dal Fronte patriottico norvegese. Dopo un processo per alto tradimento, fu condannato a morte e giustiziato il 24 ottobre 1945.

## Biografia
Quisling era figlio del genealogista e sacerdote della Chiesa di Norvegia Jon Lauritz Qvisling, di Fyresdal. Entrambi i genitori appartenevano ad alcune delle più antiche e note famiglie del Telemark ("Qvisling" era il cognome usato da suo padre, ma la famiglia era anticamente ricordata anche come "Quislinus" e "Quislin").

### Carriera militare
I primi anni furono coronati da un relativo successo; nel 1911, l'anno del diploma, era il miglior cadetto dell'Accademia di guerra e conseguì il grado di maggiore nell'esercito norvegese.
La Norvegia era neutrale durante la prima guerra mondiale. Nel marzo 1918 fu inviato in Russia come addetto militare alla legazione norvegese a Pietrogrado.
Lavorò con Fridtjof Nansen in Unione Sovietica durante la carestia degli anni venti, contribuendo al miglioramento delle relazioni diplomatiche tra Gran Bretagna e URSS (per questo nel 1929 gli fu attribuito l'Ordine dell'Impero Britannico, poi revocato nel 1940 da re Giorgio VI). Dopo un primo sostegno al bolscevismo e al Partito Laburista, si spostò su posizioni di anticomunismo.

### Carriera politica
Tornato in Norvegia nel 1929, cominciò la carriera politica nel Partito di Centro e nel 1931 divenne ministro della difesa nei governi agrari, fino al 1933.
Il 17 maggio 1933, giorno della Costituzione norvegese, Quisling e l'avvocato Johan Bernhard Hjort fondarono il Nasjonal Samling ("Unità Nazionale"), il partito fascista norvegese. Il Nasjonal Samling aveva una connotazione anti-democratica, nazionalsocialistia e conforme al Führerprinzip, e Quisling aspirava a diventare il Fører (leader, equivalente al tedesco Führer e all'italiano "Duce"). In alcune occasioni fu definito l'"Hitler di Norvegia". Il partito ebbe un modesto successo; alle elezioni del 1933, quattro mesi dopo, ottenne 27.850 voti (approssimativamente il 2%), col sostegno dell'Associazione di aiuto ai contadini norvegesi con cui Quisling aveva rapporti dal tempo in cui era membro del Movimento agrario. Tuttavia, quando la linea del partito si spostò da una connotazione religiosa a una di maggior sostegno verso i tedeschi e apertamente antisemita, nel 1935, la Chiesa non offrì più il suo supporto, e alle elezioni del 1936 il partito ottenne ancor meno voti che nel 1933.

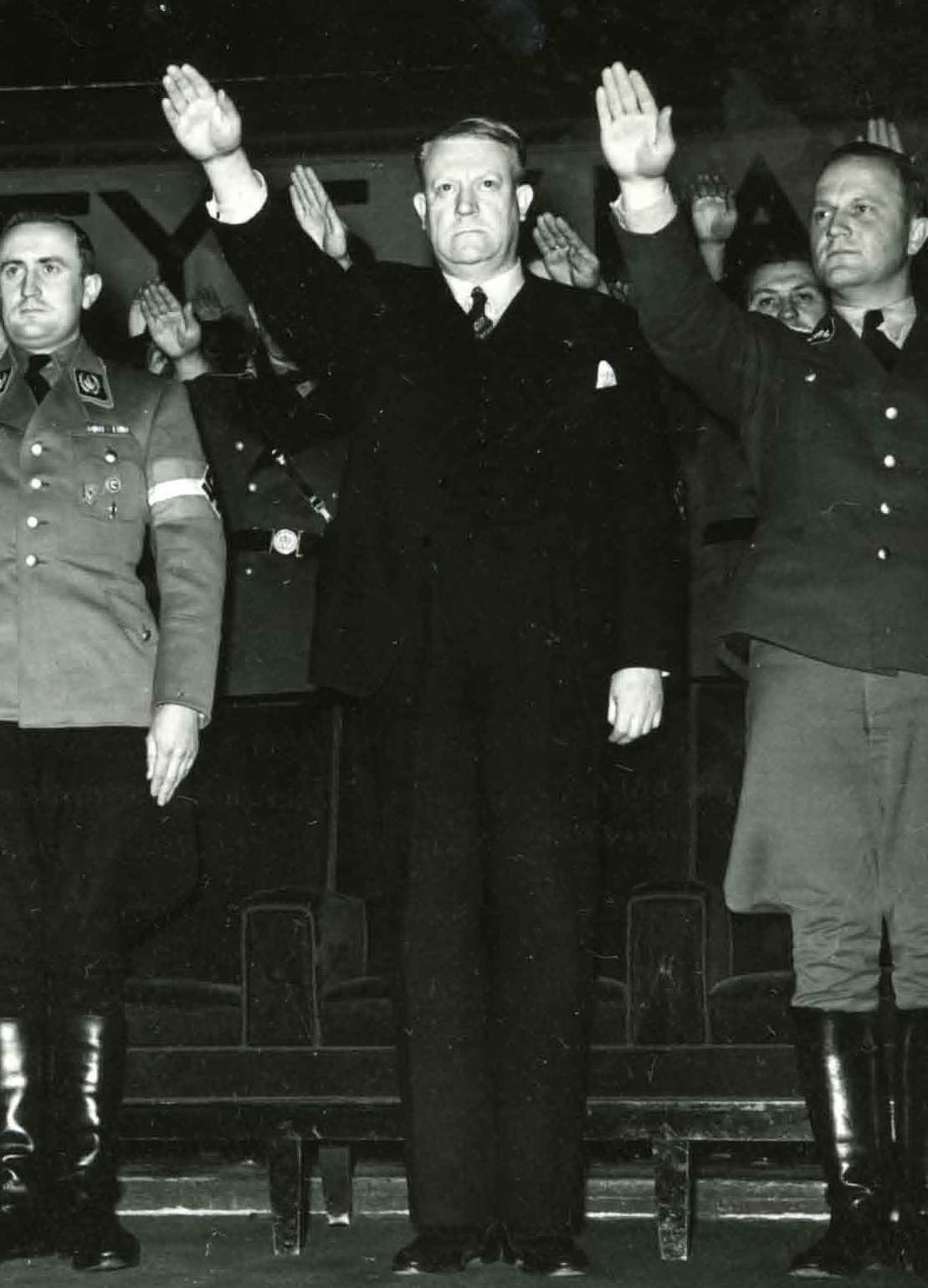
Quisling esegue il saluto nazista durante una visita in Germania (1941)

Il 14 dicembre 1939 Quisling incontrò Hitler che gli promise di rispondere a un'eventuale invasione britannica della Norvegia (Piano R 4), e lo assicurò che avrebbe comunque ricevuto fondi per sostenere il Nasjonal Samling. Lo stesso anno ricevette la visita dell'ideologo nazista Alfred Rosenberg, che orientò Quisling verso l'arianismo e il nordicismo.
Quando il 9 aprile 1940 la Germania invase la Norvegia, Quisling divenne il primo nella storia a proclamare un colpo di Stato durante un programma radiofonico, annunciando l'instaurarsi di un governo ad hoc durante la confusione dell'invasione, nella speranza che i tedeschi lo sostenessero. Lo scenario in cui si svolse questa azione fu la fuga in treno verso nord del re (che rifiutò di nominarlo ministro) e del governo, e Quisling ebbe il timore che il potere politico finisse in mani tedesche, a discapito della popolazione norvegese.
Quisling aveva scarso appoggio e il suo governo durò solo cinque giorni, dopo i quali come primo ministro fu scelto Ingolf Elster Christensen, fino al 25 settembre 1940.
Il 24 aprile fu istituito il Reichskommissariat Norwegen, con Josef Terboven nominato Governatore generale (Reichskommissar), l'incarico più elevato in Norvegia, agli ordini diretti del Führer. 
Terboven volle assicurarsi che non ci sarebbe stato spazio nel governo per il Nasjonal Samling né per il suo leader Quisling, con il quale non andava d'accordo.
Alla fine del 1940 la monarchia fu sospesa, sebbene il parlamento norvegese e un organo simile a un gabinetto di governo fossero rimasti.
Il 5 dicembre 1940 Quisling volò a Berlino per negoziare il futuro dell'indipendenza della Norvegia. Quando tornò il 13 dicembre, aveva accettato di reclutare volontari per combattere con le Schutzstaffel tedesche (SS). A gennaio 1941, il capo delle SS Heinrich Himmler si recò in Norvegia per supervisionare i preparativi. Quisling credeva chiaramente che se la Norvegia avesse sostenuto la Germania nazista sul campo di battaglia, non ci sarebbe stato motivo per la Germania di annetterla.

### Primo ministro
Il rapporto tra Quisling e Terboven restò teso anche se quest'ultimo, considerando probabilmente un vantaggio avere un norvegese in un'apparente posizione di potere, e per ridurre il risentimento della popolazione, nel gennaio 1942 annunciò che l'amministrazione tedesca sarebbe stata liquidata. Poco dopo disse a Quisling che Hitler aveva approvato il trasferimento del potere, previsto per il 30 gennaio.
Quindi Quisling fu nominato Ministro-presidente il 1º febbraio 1942. Quello stesso mese fece la sua prima visita ufficiale a Berlino.

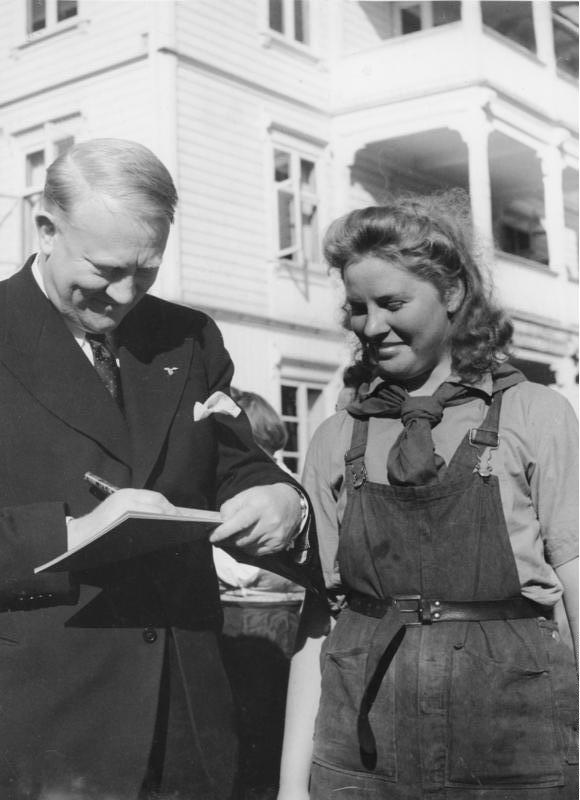
Vidkun Quisling mentre firma un autografo nel 1943

Il 12 marzo 1942 la Norvegia divenne ufficialmente uno Stato a partito unico.
Nonostante le prospettive della guerra fossero sempre più terribili nel 1943 e nel 1944, la posizione di Nasjonal Samling a capo del governo, nonostante il suo rapporto ambiguo con il Reichskommissariat, rimase inattaccabile. Tuttavia, i tedeschi esercitarono un controllo crescente sulla legge e sull'ordine in Norvegia.
Vidkun Quisling mantenne l'incarico fino al suo arresto, avvenuto il 9 maggio 1945 in una residenza di Bygdøy, a Oslo, cui aveva dato il nome di Gimlé, come il posto dove, nella mitologia norrena, si erano stabiliti i sopravvissuti dal Ragnarǫk; la casa, ora chiamata Villa Grande, è oggi un museo dedicato alle vittime dell'Olocausto.

### La condanna e la fucilazione
Nei processi che seguirono la guerra, Quisling, insieme con altri due dirigenti del Nasjonal Samling, Albert Viljam Hagelin e Ragnar Skancke, fu dichiarato colpevole di alto tradimento e condannato a morte. Le accuse si basavano soprattutto sulla sua condotta durante la guerra: il colpo di Stato dell'aprile 1940, la revoca dell'ordine di mobilitazione, i suoi innumerevoli incoraggiamenti alla popolazione norvegese ad arruolarsi volontariamente nell'esercito tedesco, la collaborazione alla deportazione degli ebrei, le responsabilità nell'esecuzione di patrioti norvegesi e molto altro.
La fucilazione fu eseguita nell'ottobre 1945 nella fortezza di Akershus. Le sue ultime parole furono: "Sono condannato ingiustamente, e muoio innocente." Dopo la morte il suo corpo fu cremato e le ceneri interrate nella sua cittadina natale, Fyresdal. La sentenza fu oggetto di controversie, in quanto la pena capitale era stata reintrodotta nel codice norvegese dal governo in esilio nel gennaio del 1942, dopo esser stata abolita nel 1815. La Corte Suprema definì le condanne a morte incostituzionali in base all'articolo 97 (effetto retroattivo). Maria Vasilijevna, la vedova russa di Quisling, visse a Oslo fino alla morte nel 1980. Non avevano avuto figli.

## Influenze

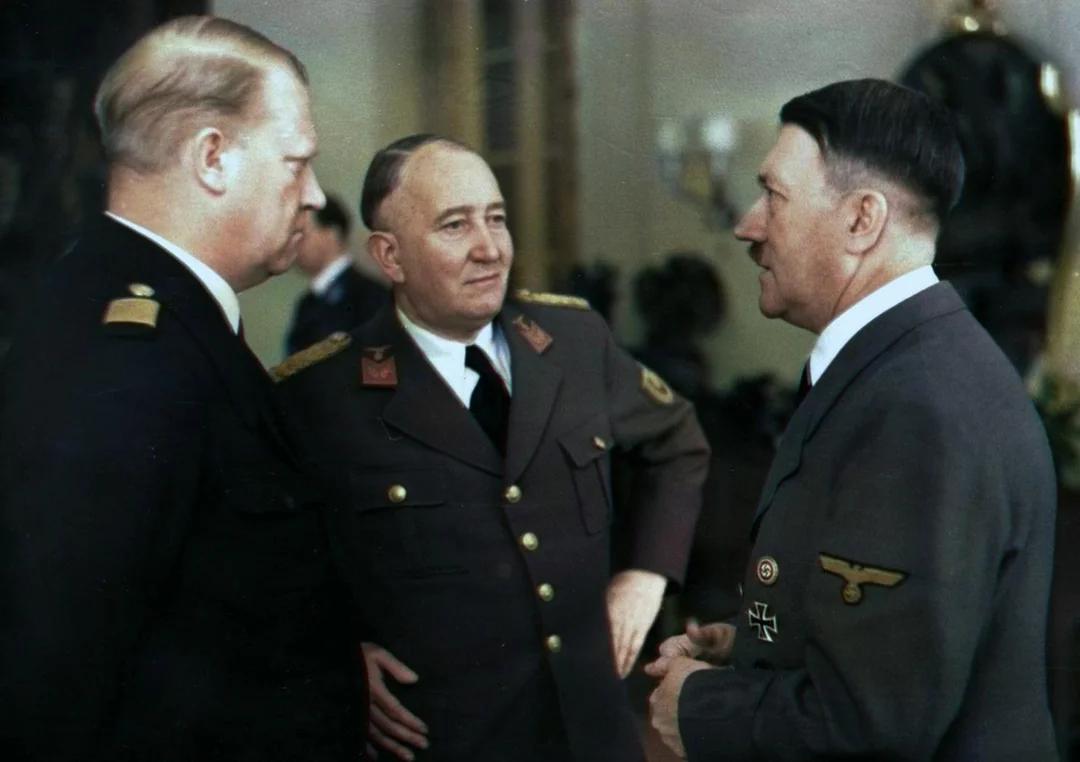
Quisling con Hitler e Albert Viljam Hagelin a Berlino il 13 febbraio 1942

Quisling è universalmente considerato uno dei più grandi collaborazionisti della storia, al punto che il termine quisling divenne sinonimo, in alcune lingue europee, tra cui inglese, italiano, norvegese, danese, svedese, finlandese, olandese, greco, croato e serbo, di "traditore", di soggetto che durante una guerra collabora con gli invasori. Il termine fu coniato dal quotidiano inglese The Times nel fondo del 15 aprile 1940 intitolato Quisling ovunque. L'articolo affermava: «Ci sono Quisling in ogni paese d'Europa». Filippo Anfuso, ambasciatore della Repubblica Sociale Italiana in Germania, nelle sue memorie scrive: «La cosa che più offendeva Hitler, sulle labbra di Mussolini, era sentirgli dire che non voleva essere un Quisling»; «A Hirschberg lo ripeté tante volte che Dornberg [il capo del protocollo di Hitler] mi fece presente che sarebbe stato opportuno che gli dicessi che Hitler stimava grandemente Quisling e come questo suo disprezzo per Quisling sarebbe stato incomprensibile in Germania».

### Innorvegese
- Dahl, Hans Fredrik (1991). "Quisling - En fører blir til." Oslo: Aschehoug. (BIBSYS[collegamento interrotto])
- Dahl, Hans Fredrik (1992). "Quisling - En fører for fall." Oslo: Aschehoug. (BIBSYS[collegamento interrotto])
- Borgen, Per Otto (1999). "Norges statsministre." Oslo: Aschehoug. (BIBSYS[collegamento interrotto])

### In inglese
- Oddvar K. Høidal, Quisling: A Study in Treason, Oslo: Norwegian University, 1988 ISBN 82-00-18400-5
- Hans Fredrik Dahl, Quisling: A Study in Treachery, New York: CUP, 1989.

### In italiano
- G. Payne Stanley, Il fascismo. Origini, storia e declino delle dittature che si sono imposte tra le due guerre, Roma: Newton Compton, 2006.